# 36e cérémonie des Victoires de la musique
La 36e cérémonie des Victoires de la musique se déroule le 12 février 2021 à la Seine musicale de Boulogne-Billancourt et est co-présentée par Stéphane Bern et Laury Thilleman.

## Tournage

### Lieu
La cérémonie est tournée à Boulogne-Billancourt, à la Seine musicale,.

### Production et organisation
La cérémonie est produite par l'association « Les Victoires de la musique » et Carson Prod et réalisée par Franck Broqua.

#### Présentation
La cérémonie est présentée par deux animateurs du groupe France Télévisions : Stéphane Bern et Laury Thilleman,.

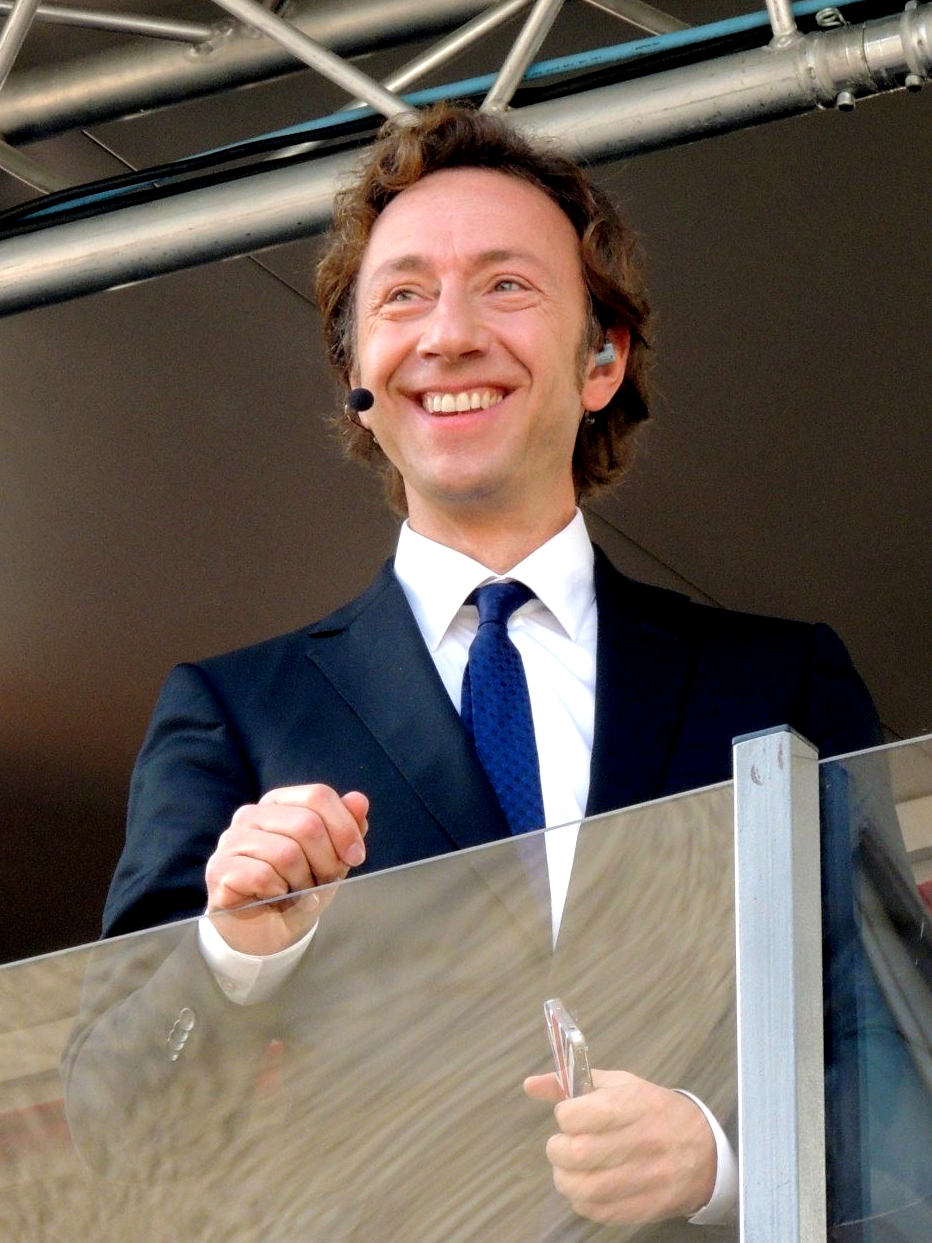
Stéphane Bern
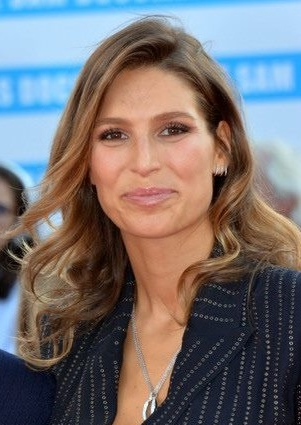
Laury Thilleman

#### Président d'honneur
Cette année, Jean-Louis Aubert est président d'honneur de la cérémonie,.

#### Modalités de vote
Les catégories « Chanson originale » et « Création audiovisuelle » sont soumises au vote du public, jusqu'au 11 février 2021.

## Nouveautés
En raison des difficultés rencontrées par le monde de la culture, liées au contexte de la pandémie de Covid-19, les catégories « Révélation scène » et « Concert » ne sont pas présentes cette année. L'association organisatrice indique leur retour en 2022, avec la prise en compte des deux années écoulées,,.
Une nouvelle récompense apparaît, celle du « Titre le plus streamé », décernée au titre le plus écouté entre le 1er décembre 2019 et le 30 novembre 2020,,.
Initialement, la cérémonie devait se dérouler sans public, et sans faux applaudissements ajoutés,. Cependant, la production a finalement fait le choix de recruter 200 figurants, intermittents du spectacle, pour pallier l'absence de public,,.

## Performances en direct
Les artistes nommés se succèdent sur scène pour chanter un ou plusieurs de leurs tubes ou une chanson hommage. Ci-dessous la liste par ordre chronologique de la soirée,, :

Artistes ayant performé en direct
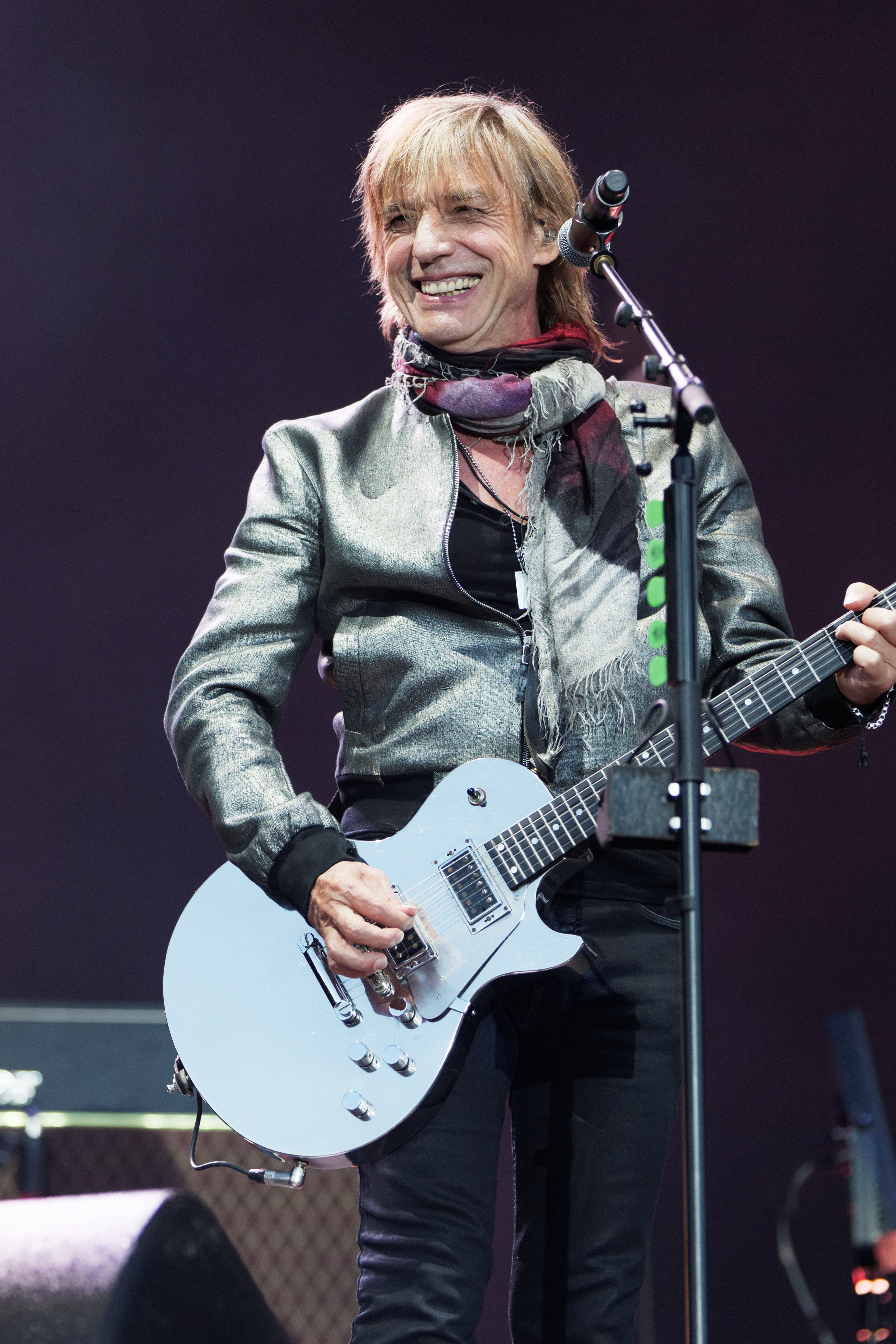
Jean-Louis Aubert
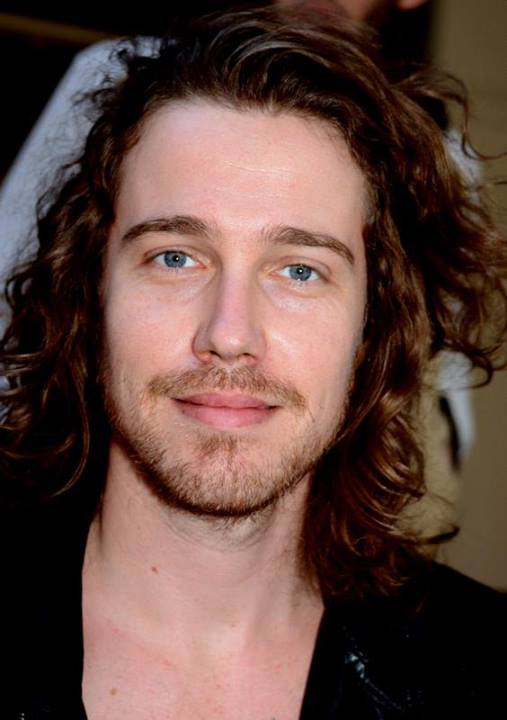
Julien Doré
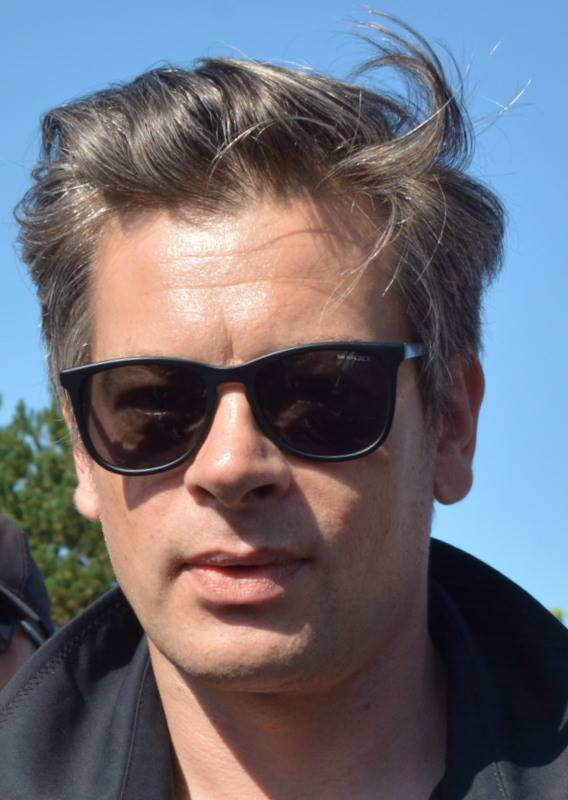
Benjamin Biolay
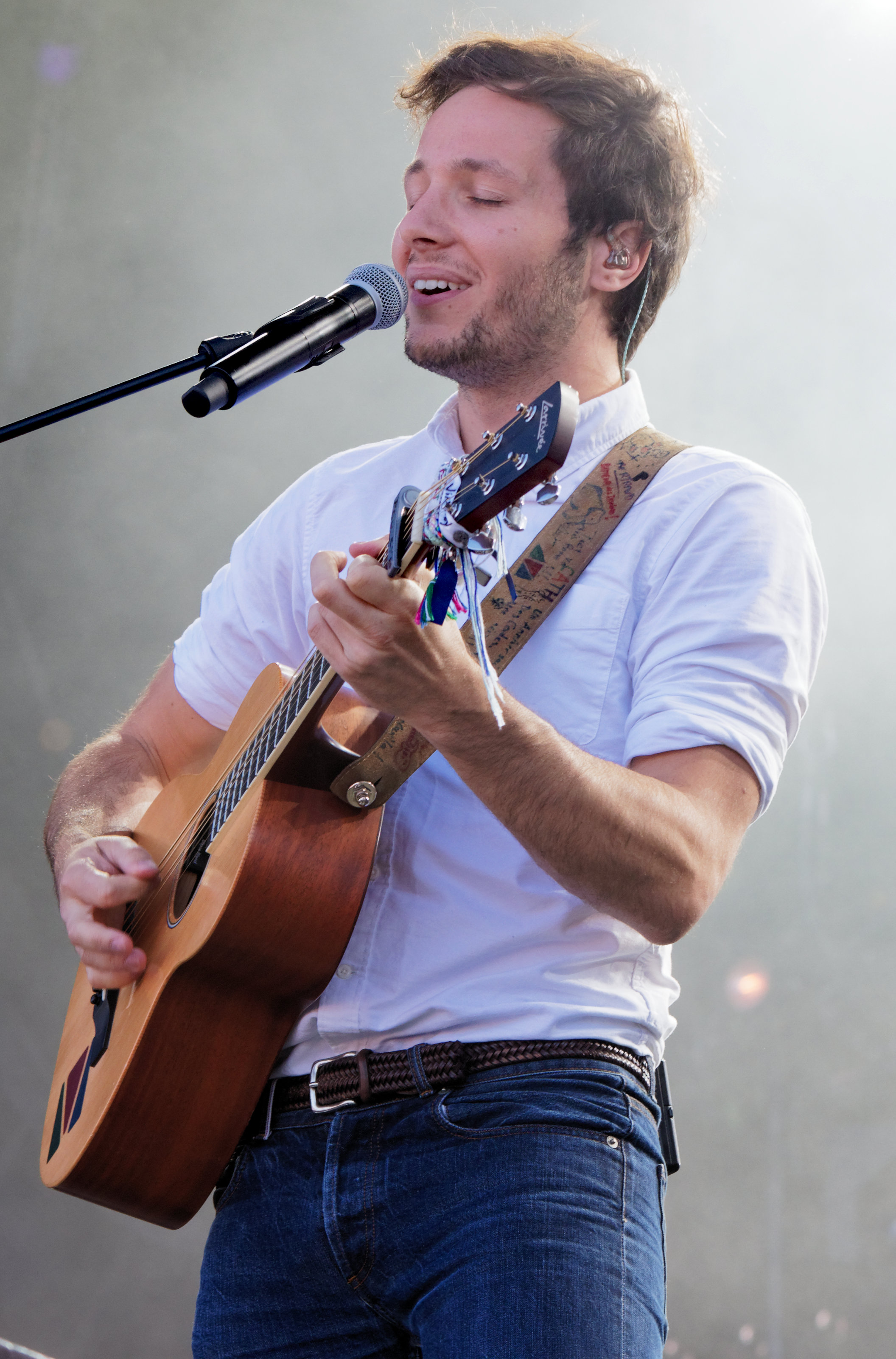
Vianney
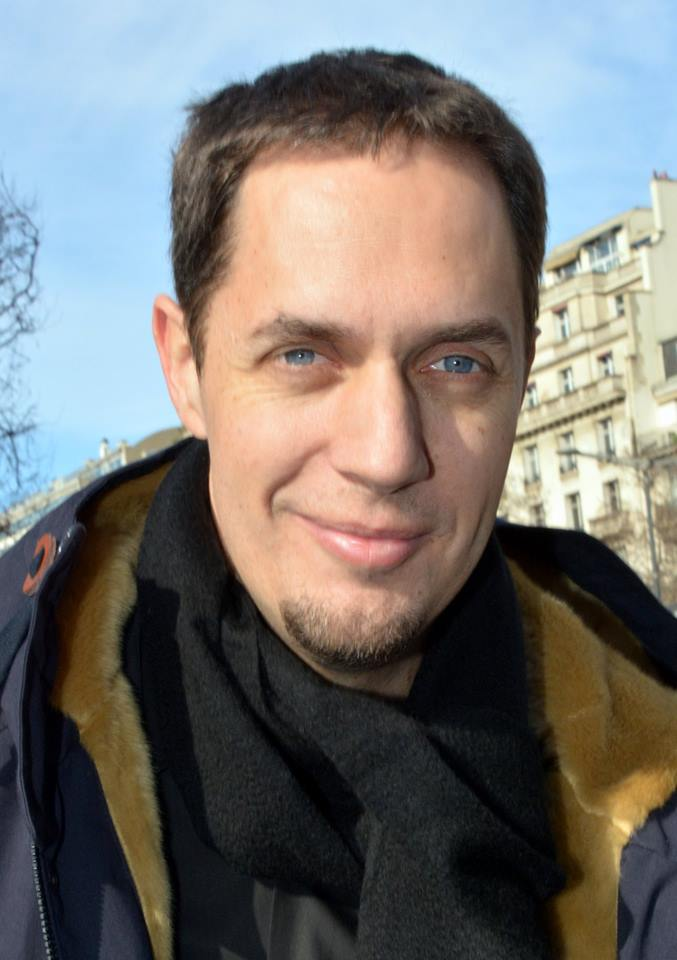
Grand Corps Malade
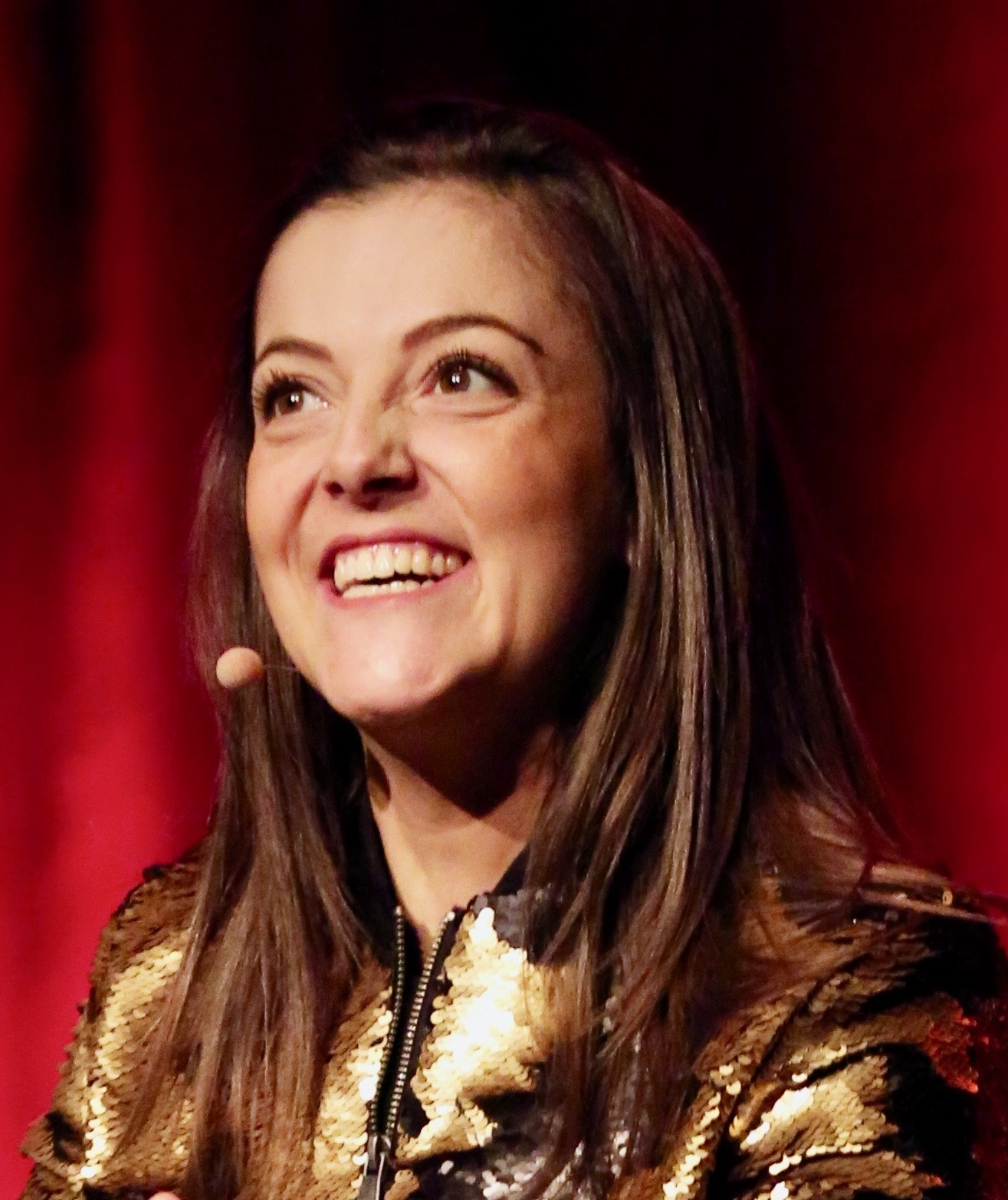
Camille Lellouche
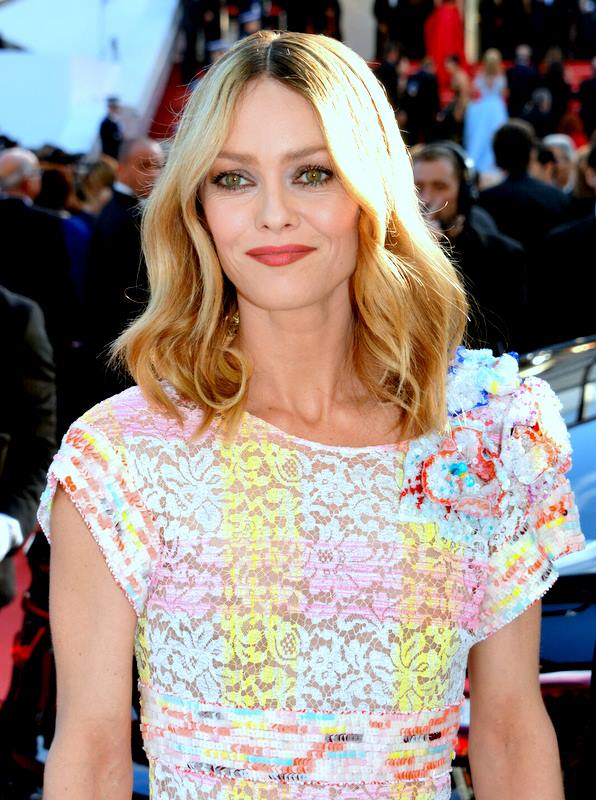
Vanessa Paradis
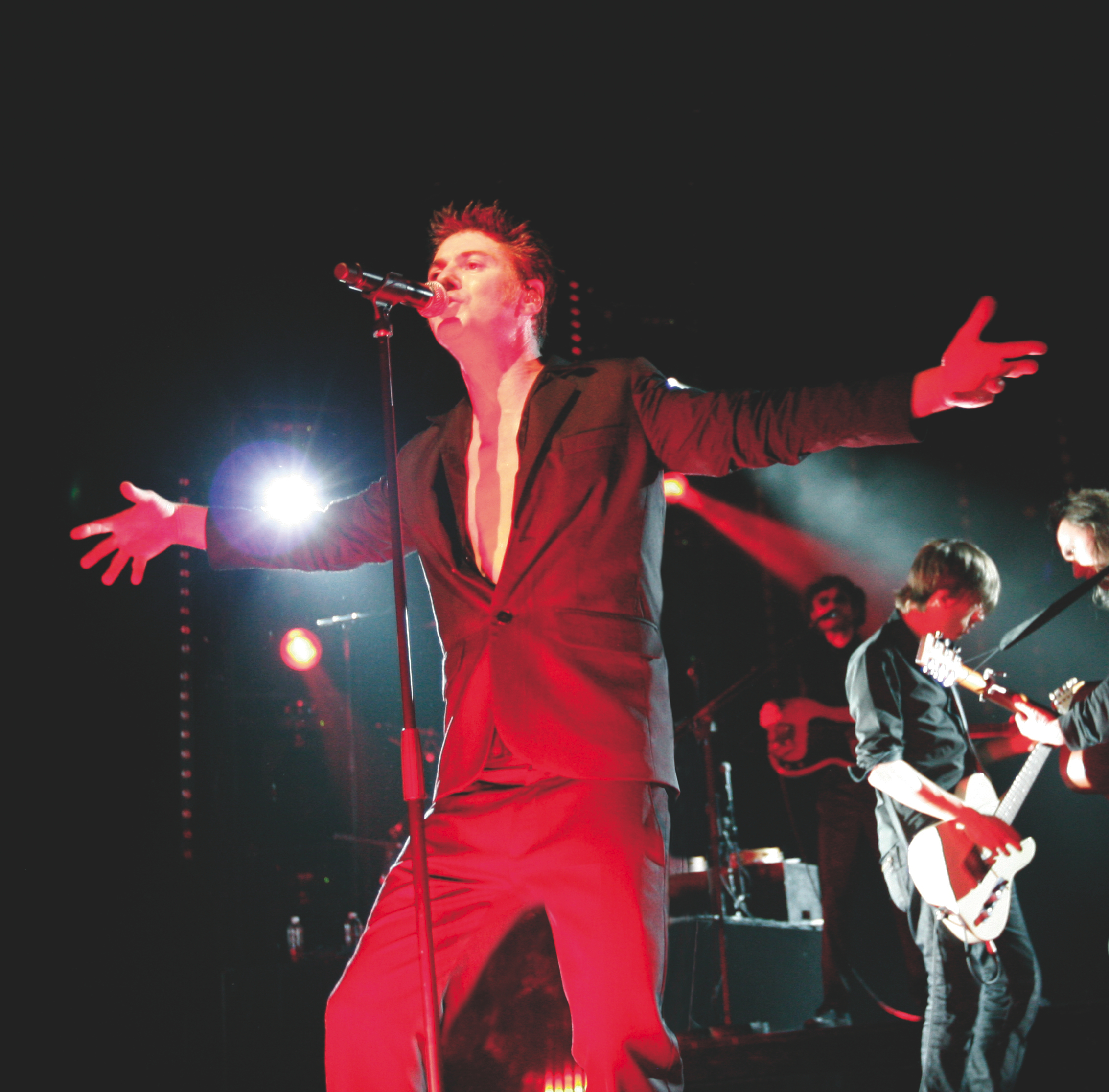
Étienne Daho
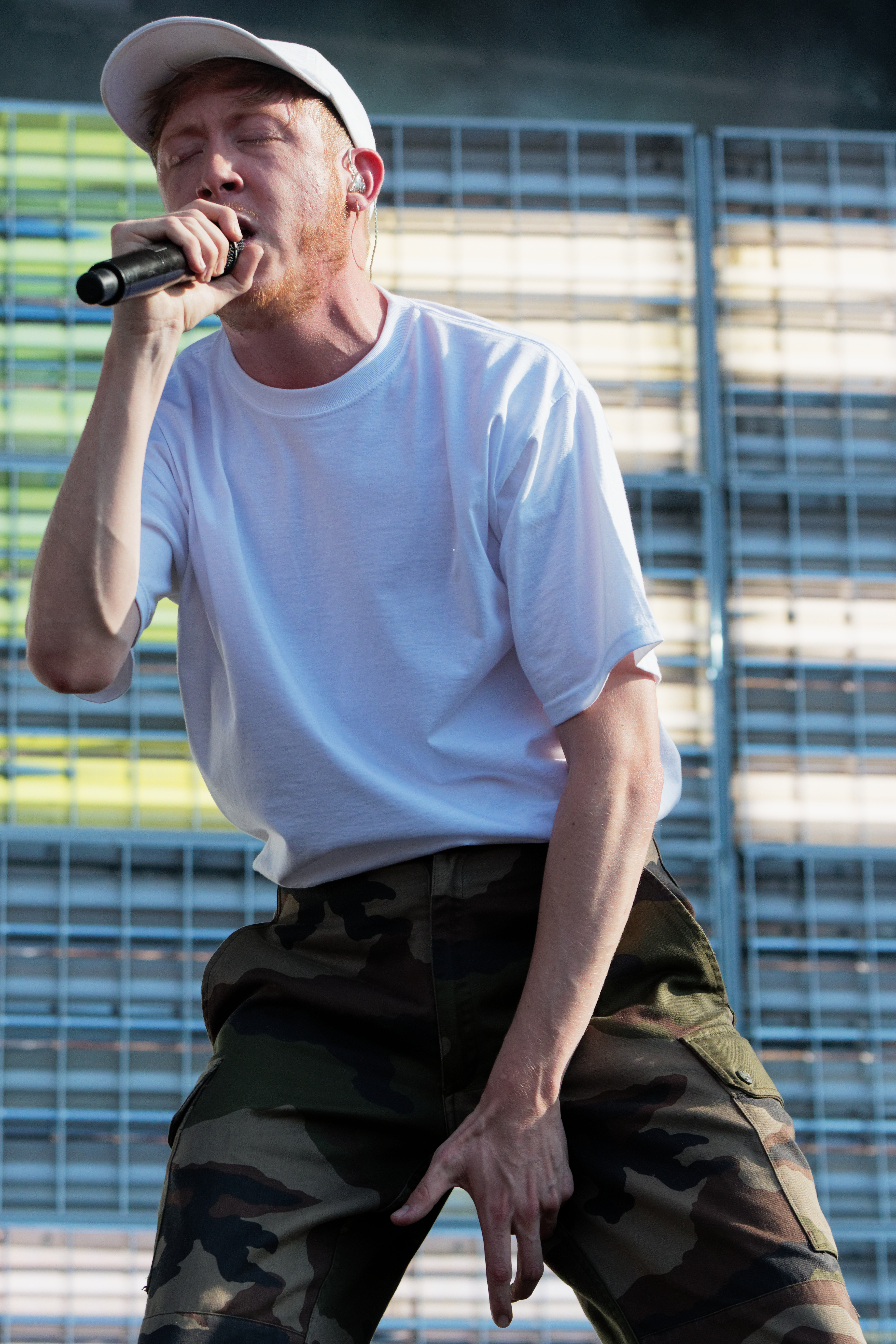
Eddy de Pretto
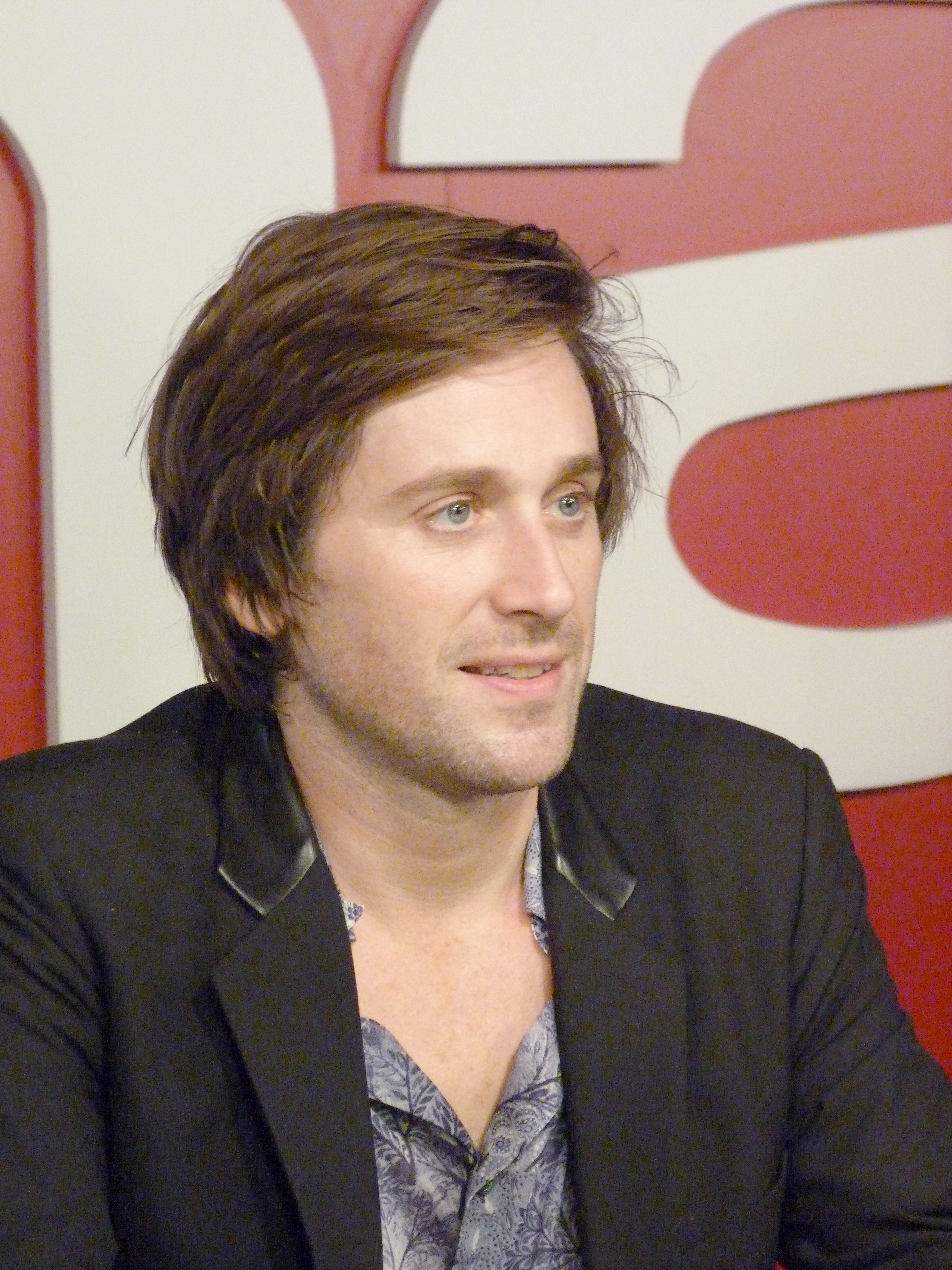
Thomas Dutronc
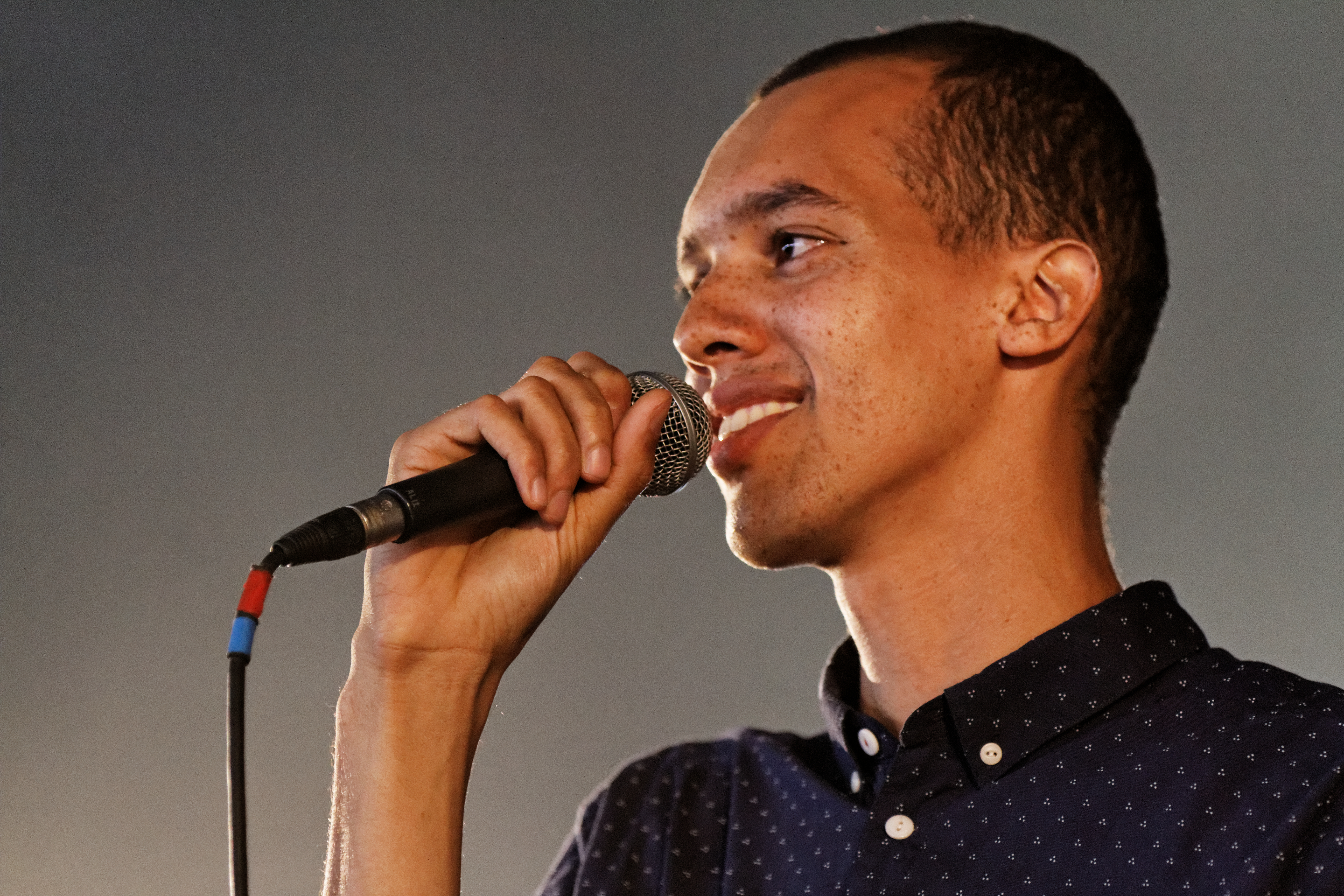
Gaël Faye
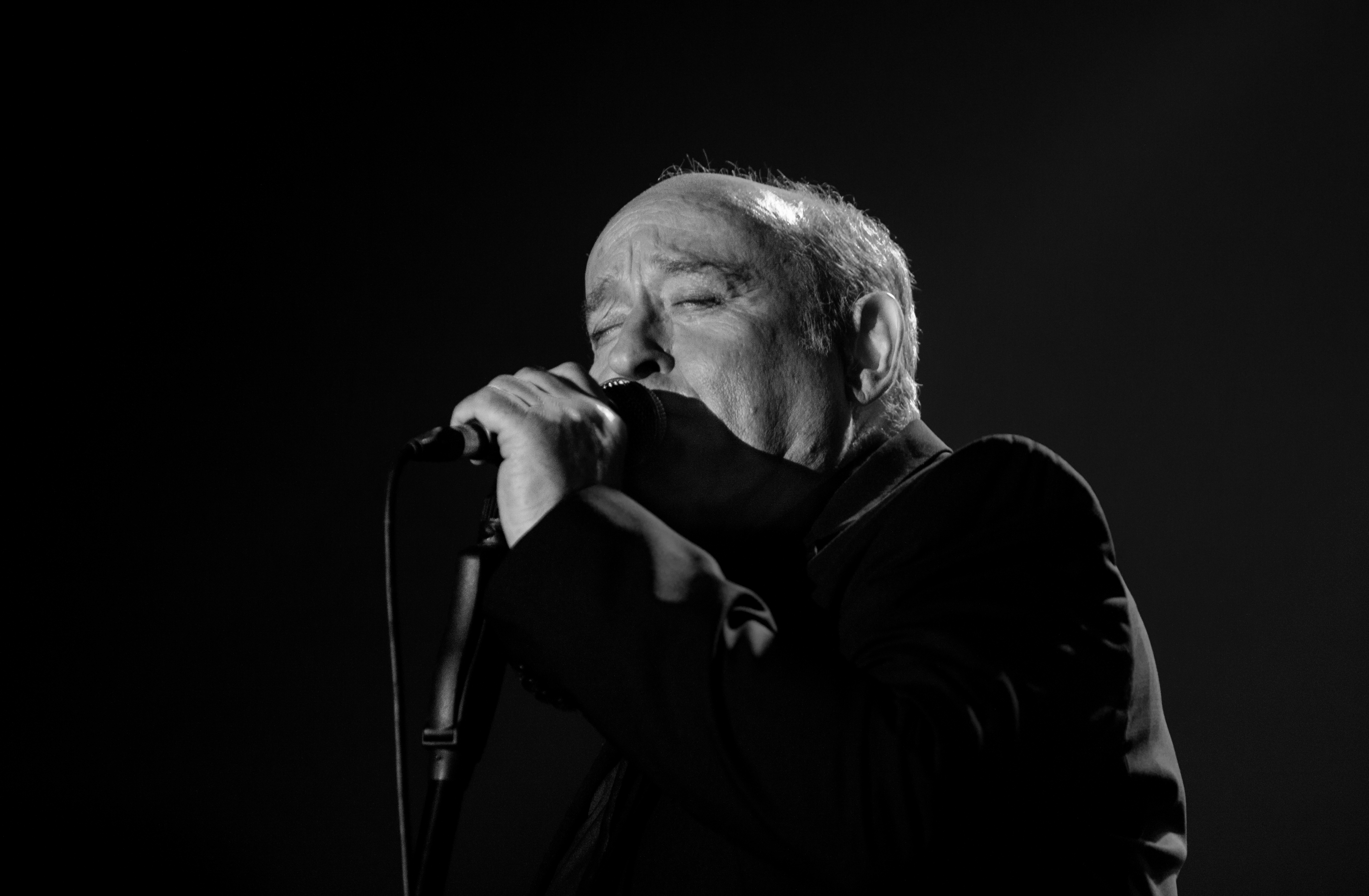
Michel Jonasz
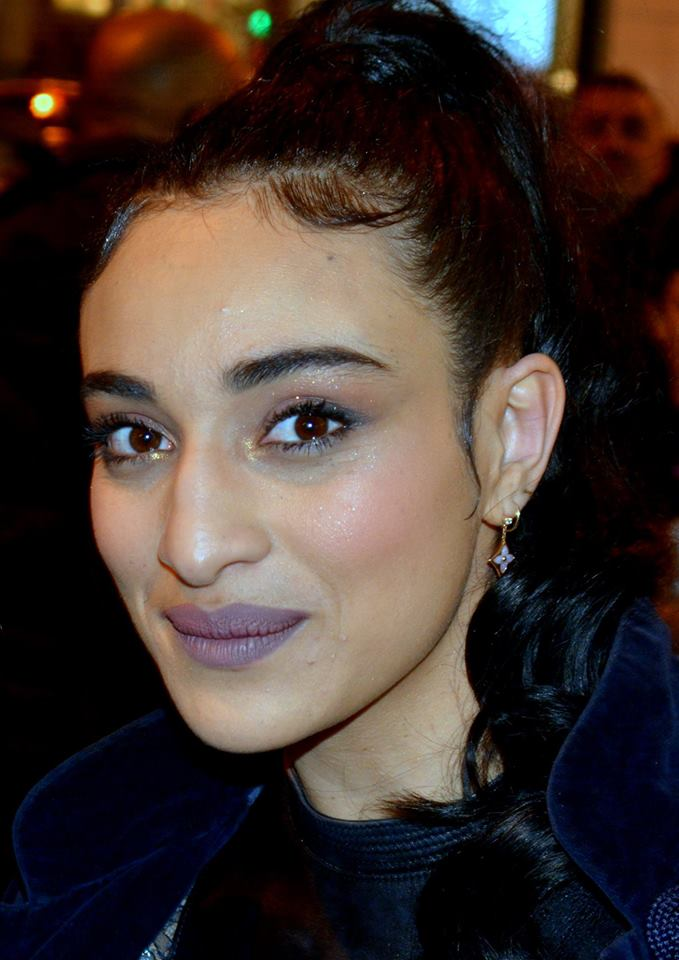
Camélia Jordana
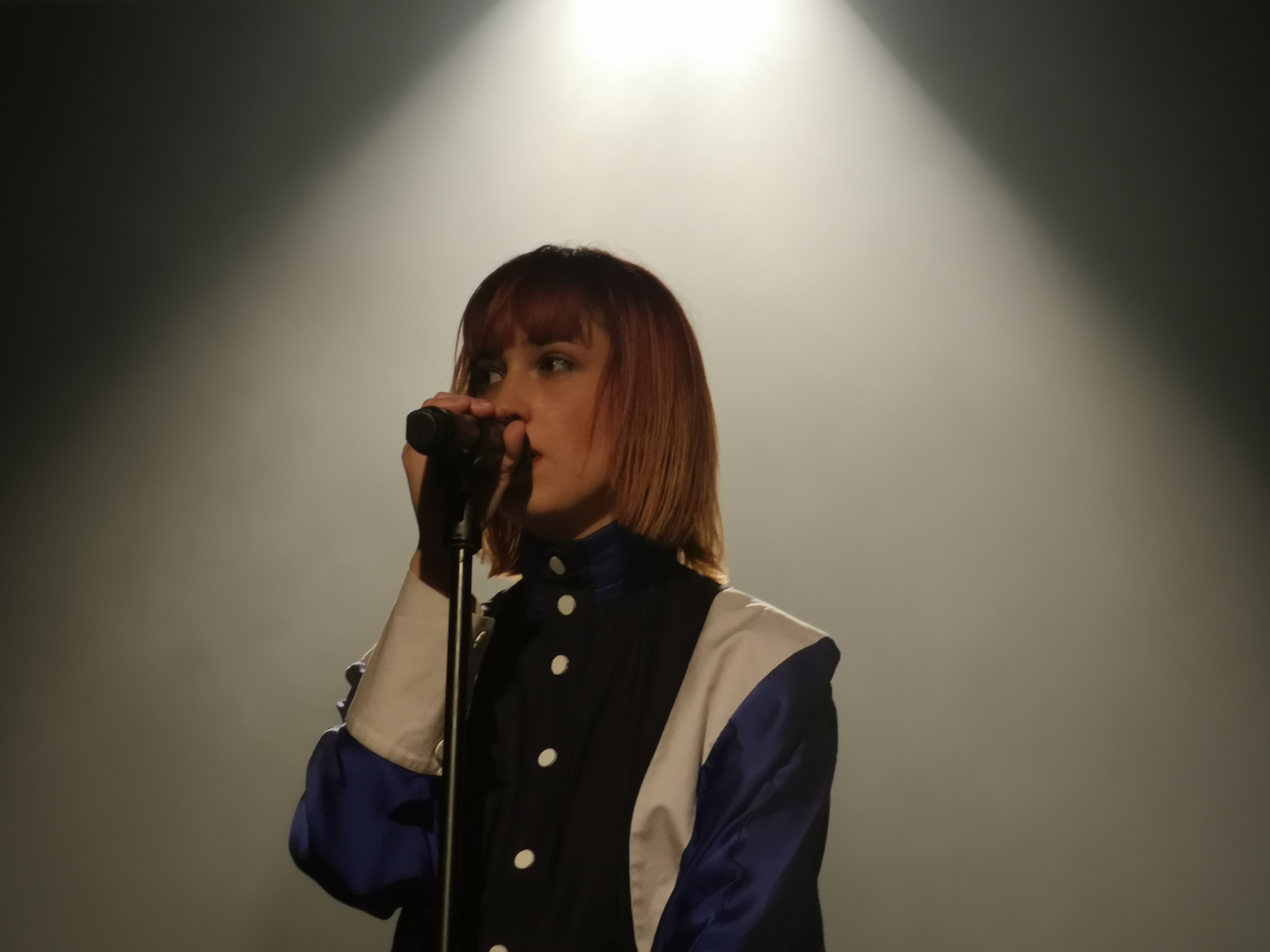
Suzane

| \| Artiste(s) \| Chanson(s) \| \| ---------------------------------------------------------- \| ------------------------------------------------------------------------- \| \| Jean-Louis Aubert \| Un autre monde \| \| Julien Doré \| Nous \| \| Benjamin Biolay \| Comment est ta peine \| \| Vianney \| Beau-papa \| \| Grand Corps Malade & Camille Lellouche \| Mais je t'aime \| \| Vanessa Paradis Étienne Daho Eddy de Pretto Thomas Dutronc \| Jane B Ex-fan des sixties Quoi Les Jeux Interdits (hommage à Jane Birkin) \| \| Aya Nakamura & Oboy \| Préféré \| \| Clara Luciani \| Déshabillez-moi (hommage à Juliette Gréco) \| \| Gaël Faye \| Respire \| \| Michel Jonasz \| La Maison de retraite \| \| Julien Doré \| Aline (hommage à Christophe) \| \| Yseult \| Corps \| \| Camélia Jordana \| Facile \| \| Hervé \| Si bien du mal \| \| Suzane \| L'appart vide \| \| Clou \| Jusqu'ici tout va bien \| \| Jean-Louis Aubert \| Où me tourner \| \| Hatik \| Mer \| \| Noé Preszow \| Que tout s'danse \| \| Pomme \| Grandiose \| \| Lous and the Yakuza \| Quatre heures du matin \| \| Ben Mazué \| Quand je marche \| \| Jean-Louis Aubert \| Voilà, c'est fini \| |                                                                           | - Artistes ayant performé en direct - Jean-Louis Aubert - Julien Doré - Benjamin Biolay - Vianney - Grand Corps Malade - Camille Lellouche - Vanessa Paradis - Étienne Daho - Eddy de Pretto - Thomas Dutronc - Gaël Faye - Michel Jonasz - Camélia Jordana - Suzane |
| Artiste(s) | Chanson(s)                                                                | |
| Jean-Louis Aubert | Un autre monde                                                            | |
| Julien Doré | Nous                                                                      | |
| Benjamin Biolay | Comment est ta peine                                                      | |
| Vianney | Beau-papa                                                                 | |
| Grand Corps Malade & Camille Lellouche | Mais je t'aime                                                            | |
| Vanessa Paradis Étienne Daho Eddy de Pretto Thomas Dutronc | Jane B Ex-fan des sixties Quoi Les Jeux Interdits (hommage à Jane Birkin) | |
| Aya Nakamura & Oboy | Préféré                                                                   | |
| Clara Luciani | Déshabillez-moi (hommage à Juliette Gréco)                                | |
| Gaël Faye | Respire                                                                   | |
| Michel Jonasz | La Maison de retraite                                                     | |
| Julien Doré | Aline (hommage à Christophe)                                              | |
| Yseult | Corps                                                                     | |
| Camélia Jordana | Facile                                                                    | |
| Hervé | Si bien du mal                                                            | |
| Suzane | L'appart vide                                                             | |
| Clou | Jusqu'ici tout va bien                                                    | |
| Jean-Louis Aubert | Où me tourner                                                             | |
| Hatik | Mer                                                                       | |
| Noé Preszow | Que tout s'danse                                                          | |
| Pomme | Grandiose                                                                 | |
| Lous and the Yakuza | Quatre heures du matin                                                    | |
| Ben Mazué | Quand je marche                                                           | |
| Jean-Louis Aubert | Voilà, c'est fini                                                         | |

## Palmarès
Ci-après, les lauréats et nommés cette année,,,, :
| Catégorie              | Lauréat(e)         | Lauréat(e)        | Lauréat(e)                                                            | Nommés |
| ---------------------- | ------------------ | ----------------- | --------------------------------------------------------------------- | --- |
| Artiste masculin       | Benjamin Biolay    | Benjamin Biolay   | Benjamin Biolay                                                       | - Benjamin Biolay - Gaël Faye - Vianney |
| Artiste féminine       | Sans photo         | Sans photo        | Pomme                                                                 | - Aya Nakamura - Pomme - Suzane |
| Révélation masculine   | Hervé              | Hervé             | Hervé                                                                 | - Hatik - Hervé - Noé Preszow |
| Révélation féminine    | Sans photo         | Sans photo        | Yseult                                                                | - Clou - Lous and the Yakuza - Yseult |
| Album                  | Benjamin Biolay    | Benjamin Biolay   | Grand Prix Benjamin Biolay                                            | - Aimée de Julien Doré - Grand Prix de Benjamin Biolay - Lundi méchant de Gaël Faye - Mesdames de Grand Corps Malade - Paradis de Ben Mazué                                                  |
| Chanson originale      | Grand Corps Malade | Camille Lellouche | Mais je t'aime Grand Corps Malade et Camille Lellouche                | - Comment est ta peine de Benjamin Biolay - Corps de Yseult - Facile de Camélia Jordana - La Maison de retraite de Michel Jonasz - Mais je t'aime de Grand Corps Malade et Camille Lellouche |
| Création audiovisuelle | Julien Doré        | Julien Doré       | Nous Julien Doré (réalisé par Brice Vdh)                              | - Goliath de Woodkid (réalisé par Woodkid) - La vita nuova de Christine and the Queens (réalisé par Colin Solal Cardo) - Nous de Julien Doré (réalisé par Brice Vdh)                         |
| Titre le plus streamé  | Sans photo         | Sans photo        | Ne reviens pas Gradur feat. Heuss l'Enfoiré (101 millions de streams) | Aucun |
| Victoire d'honneur     | Jane Birkin        | Jane Birkin       | Jane Birkin                                                           | Aucun (prix remis par Lou Doillon) |

## Diffusion et audience
La cérémonie est retransmise sur France 2, et en simultané sur France Inter, le 12 février 2021, entre 21 h 5 et 0 h 10,.
Elle est suivie par 2 999 000 téléspectateurs, soit 16,2 % du public de quatre ans et plus présent devant la télévision. C'est un score en hausse par rapport à l'édition précédente.